# Serwici

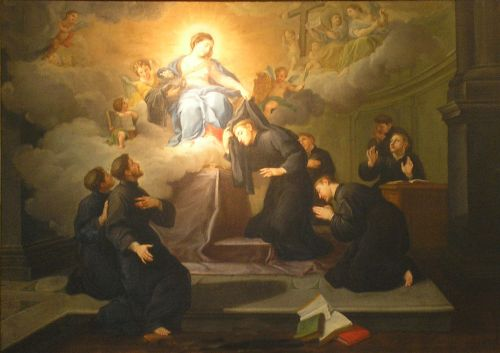
Osiemnastowieczny obraz przedstawiający Siedmiu Świętych Założycieli
Zakonu Serwitów Najświętszej Maryi Panny.

Serwici, Słudzy Najświętszej Maryi Panny (Ordo Servorum Mariae) – katolickie zgromadzenie zakonne założone w 1233 roku we Włoszech, którego celem szczególnym było rozważanie boleści Maryi i naśladowanie jej cnót.
Do grona czczonych dziś Założycieli należeli: Aleksy Falconieri, Bartłomiej Amidei, Benedykt Antella, Buonfiglio Monaldi, Gerardino Sostegni, Hugo Lippi-Uguccioni oraz Jan Buonagiunta Monetti. Najbardziej znanym z nich jest św. Aleksy Falconieri.
W 1304 roku Stolica Apostolska zatwierdziła ich zakon. Istnieje on do dzisiaj. Największą sławą okrył go św. Filip Benicjusz (1233–1285), który stał się prawodawcą tej rodziny zakonnej i najwięcej przyczynił się do jej rozpowszechnienia. Założył żeńską gałąź zakonu, Serwitek. Wkrótce powstał klasztor Sióstr trzeciego zakonu Serwitów, którego założycielką była św. Juliana Falconieri (1270–1341).
Do grona Serwitów należy też św. Peregryn Laziosi.

## Historia

### Siedmiu założycieli

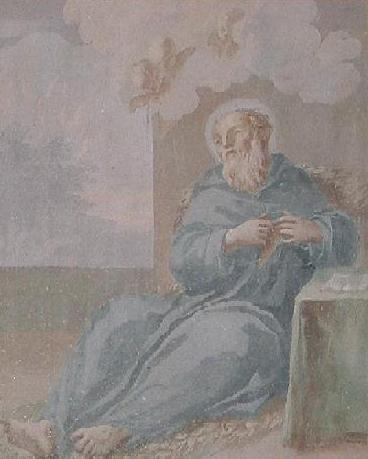
Bartłomiej Amidei (Amideus) (zm. 1266), jeden z siedmiu założycieli Zakonu Serwitów.

Zakon został założony w 1233 roku przez „siedmiu świętych założycieli”, z których każdy był członkiem patrycjuszowskiej rodziny z Florencji we Włoszech. Ci kupcy sukna opuścili swoje miasto, rodziny i zawody i wycofali się na Monte Senario, górę na obrzeżach Florencji, aby wieść życie w ubóstwie i pokucie. Siedmioma założycielami byli: Bonfilius z Florencji, urodzony jako Bonfilius Monaldi (Buonfiglio dei Monaldi); Aleksy z Florencji, urodzony jako Aleksy Falconieri (wł. Alessio Falconieri) (ur. po 1200, zm. 17 lutego 1310); Manettus z Florencji, urodzony jako Benedykt Antella (wł. Benedetto dell' Antella); Amideus z Florencji, urodzony jako Bartłomiej Amidei (zm. 1266) (znany również jako Bartolomeo degli Amidei); Hugon z Florencji, urodzony jako Hugo Lippi-Uguccioni (Hugh dei Lippi Uggucioni (Ricovero dei Lippi-Ugguccioni)); Sostene z Florencji, urodzony jako Gerardino Sostegni (Gherardino di Sostegno); i Buonagiunta z Florencji, urodzony jako Jan Buonagiunta Monetti (Giovanni di Buonagiunta (Bonajuncta)). Wszyscy założyciele zostali wyniesieni na ołtarze w 1725 przez papieża Benedykta XIII a 15 stycznia 1888 r zostali kanonizowani przez papieża Leona XIII.

### Początki Zakonu

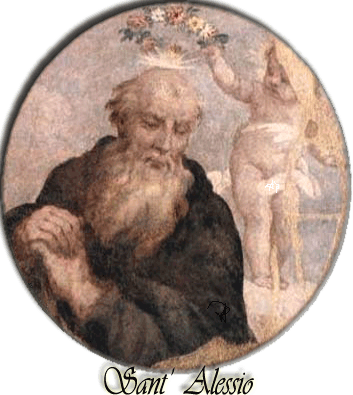
Aleksy Falconieri (zm. 1310), jeden z siedmiu założycieli Zakonu Serwitów.

Członkowie Zakonu poświęcili się Maryi pod Jej tytułem Matki Bolesnej (po włosku: Madonna Addolorata). Poświęcając swoje nabożeństwo Matce Jezusa, przyjęli cnoty Maryi, gościnność i współczucie, jako znaki rozpoznawcze Zakonu. Charakterystycznym duchem Zakonu jest uświęcenie jego członków poprzez rozważanie Męki Jezusa i Boleści Maryi Dziewicy oraz szerzenie tego nabożeństwa.
Biskup Florencji, Ardengo Trotti (Ardengo Dei Foraboschi), zatwierdził grupę jako zakon zakonny w latach 1240–1247. Serwici postanowili żyć według Reguły św. Augustyna i dodali do Reguły dalsze wytyczne, które były wyrazem własnej maryjnej pobożności i poświęcenia. Do 1250 r. pewna liczba serwitów została wyświęcona na kapłanów, tworząc w ten sposób zakon składający się zarówno z księży, jak i braci.
Papież Aleksander IV opowiedział się za planem połączenia wszystkich zakonów według Reguły św. Augustyna. Dokonano tego w marcu 1256 r., ale mniej więcej w tym samym czasie wydano reskrypt potwierdzający, że Zakon Serwitów jest odrębnym organem z mocą wyboru generała. Cztery lata później zwołano kapitułę generalną, na której Zakon został podzielony na dwie prowincje, Toskanię i Umbrię, z których pierwszą zarządzał św. Manettus, a drugą św. Sostene. W ciągu pięciu lat dodano dwie nowe prowincje, Romanię i Lombardię

### Zatwierdzenie zakonu

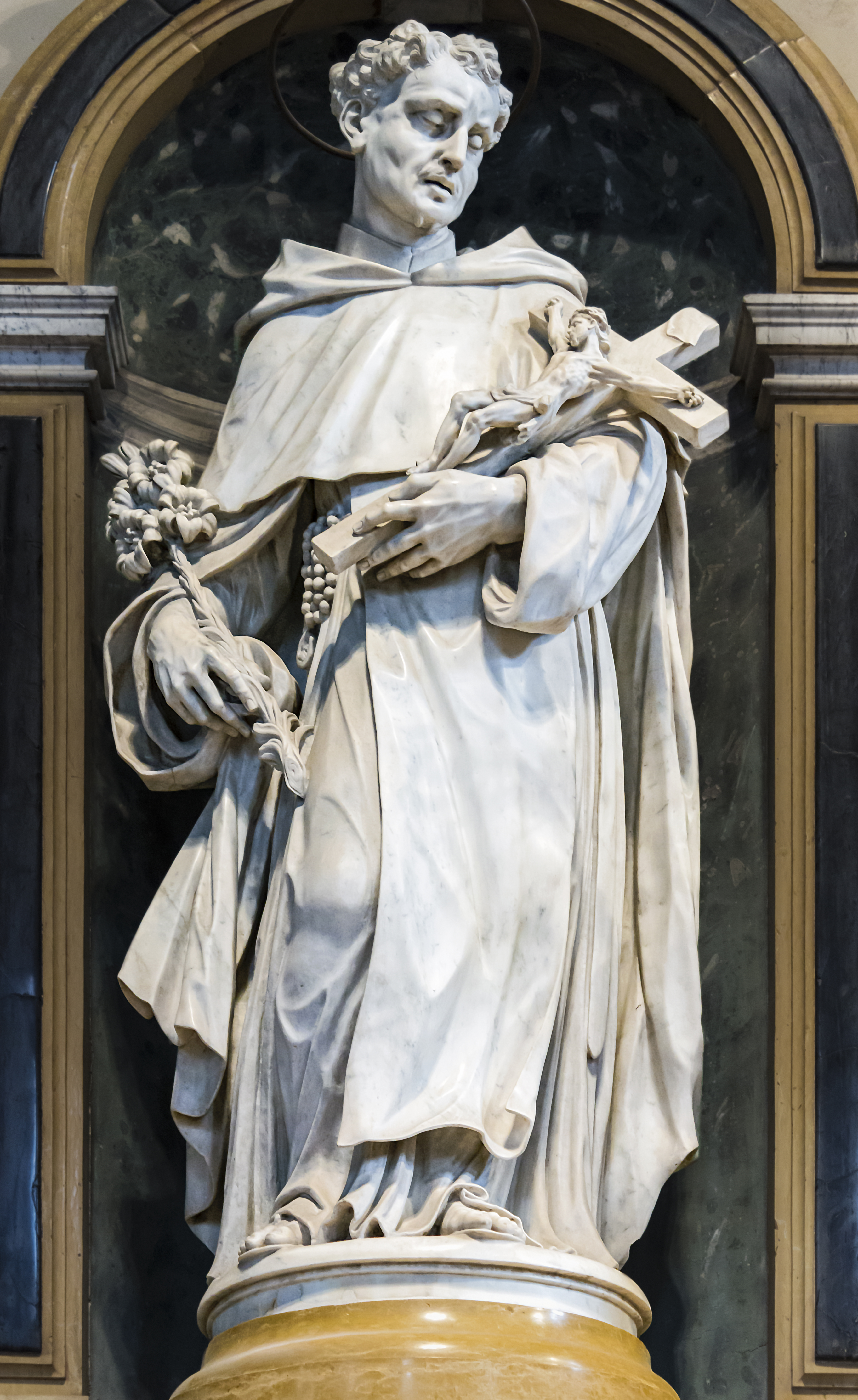
Filip Benicjusz (1233-1285)

Filip Benicjusz został wybrany generałem 5 czerwca 1267 r., a następnie został wielkim propagatorem zakonu. Sobór lyoński II w 1274 r. wprowadził w życie rozporządzenie IV Soboru laterańskiego, zakazując zakładania nowych zakonów i zniósł wszystkie zakony żebracze, które nie zostały jeszcze zatwierdzone przez Stolicę Apostolską. W roku 1276 papież Innocenty V w liście do św. Filipa ogłosił kasację Zakonu. Św. Filip wyruszył do Rzymu, aby odwołać się od tej decyzji, ale zanim dotarł na miejsce, Innocenty V zmarł. Jego następca żył tylko pięć tygodni. Ostatecznie papież Jan XXI zdecydował, że Zakon Serwitów powinien być kontynuowany jak poprzednio. Nie został ostatecznie zatwierdzony, dopóki papież Benedykt XI nie wydał bulli „Dum levamus” w dniu 11 lutego 1304 r. Spośród siedmiu założycieli tylko św. Aleksy dożył chwili zatwierdzenia ich zakonu. Zmarł w 1310 roku.

### Stulecia wzrostu
30 stycznia 1398 r. papież Bonifacy IX nadał serwitom uprawnienia do nadawania stopni teologicznych. Zgodnie z ustanowioną w ten sposób tradycją, wiele wieków później Zakon ustanowił wydział Marianum w Rzymie.

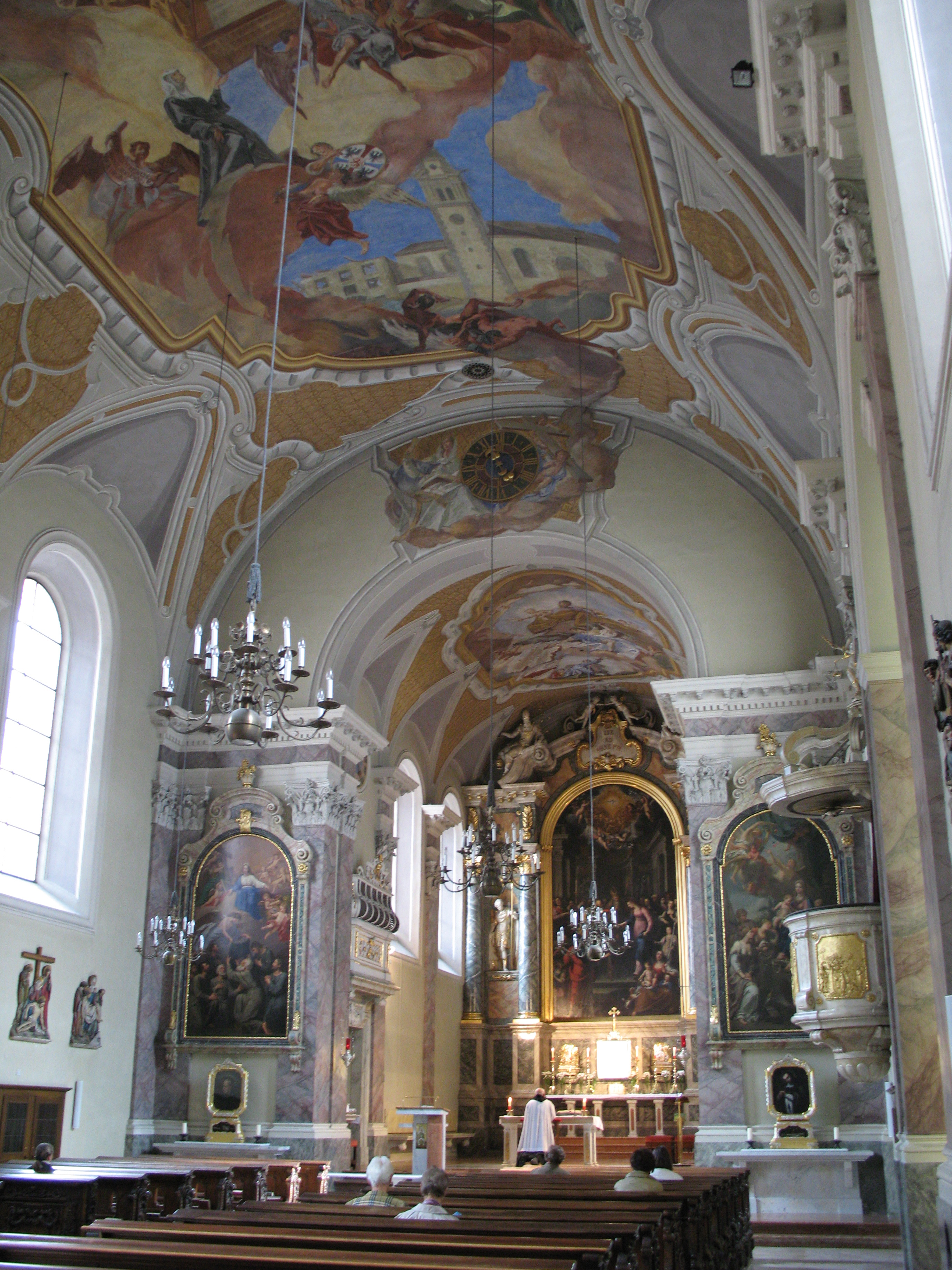
Kościół Serwitów w Innsbruck

Nowe zgromadzenie cieszyło się znacznym rozwojem w następnych dziesięcioleciach. Już w XIII wieku istniały domy zakonne w Niemczech, Francji i Hiszpanii. We wczesnych latach XIV wieku Zakon miał ponad sto domów w miejscach obejmujących Węgry, Czechy, Austrię, Polskę, a później także Belgię. W kolejnych okresach nadeszły misje na Krecie, Filipinach (Wikariat św. Peregryna-Filipina) i w Indiach.

### konflikt w Europie
Zamieszki, które powstały podczas reformacji protestanckiej spowodowały utratę wielu domów Serwitów w Niemczech, ale na południu Francji Zakon odniósł wiele sukcesów. Klasztor Santa Maria in Via założony w 1513 roku był drugim domem zakonu w Rzymie (pierwszym był Kościół św. Marcelego w Rzymie, założony w 1369 roku). Wraz z początkiem XVIII wieku Zakon poniósł szereg strat i konfiskat, z których jeszcze się nie podniósł. Pierwszy cios spadł na kwitnącą prowincję Narbony, która została prawie całkowicie zniszczona przez zarazę, jaka nawiedziła Marsylię w 1720 roku. Z powodu sekularyzacji dokonanej w epoce Oświecenia w 1783 r. Serwici zostali wypędzeni z Pragi, a w 1785 r. cesarz Józef II Habsburg zbezcześcił sanktuarium Marii Waldrast. Rewolucja francuska i wynikające z niej działania wojenne w całej Europie Zachodniej spowodowały ogromne straty. Dziesięć domów zostało zniesionych w Hiszpanii w 1835 roku.
Po zajęciu Rzymu przez włoskie wojska w wyniku Risorgimento w 1870 r. rząd Włoch zamknął w mieście serwicki dom studiów wraz z wieloma innymi instytucjami papieskimi.

### Nowa ekspansja
Po 25 latach przerwy, w 1895 r. Instytut został ponownie założony jako Uniwersytet Św. Aleksego Falconieri. Rozwój ten szedł w tym okresie w parze z innymi inicjatywami: w 1891r. w Brukseli powstało nowe zgromadzenie, a Zakon został wprowadzony do Anglii oraz Stanów Zjednoczonych. Serwici dokonali tego głównie dzięki staraniom dwóch Ojców – Filipa Bosio i Augustyna Morini.

#### wyprawa do Anglii
11 października 1864 r. Bosio i Morini przybyli do Londynu. Było to pierwsze przedsięwzięcie Zakonu Serwitów w świecie anglojęzycznym i było częściowo zainspirowane antyklerykalnymi prześladowaniami Garibaldiego i Cavoura we Włoszech, a częściowo silnym pragnieniem szerzenia charyzmatu Zakonu. Ponadto ojciec Morini, który wówczas był już dyrektorem afiliowanej Kongregacji Sióstr Miłosierdzia, otrzymał w 1867 r. opiekę nad parafią od arcybiskupa Manninga. Dzieło prosperowało i oprócz klasztoru Najświętszej Marii Panny w Londynie, klasztory zostały otwarte w Bognor Regis (1882) i Begbroke (1886).

#### wyprawa do Stanów
w 1852 Członkowie wspólnoty przybyli z Austrii do Stanów i osiedlili się w Nowym Jorku, a później w Filadelfii.W 1870 roku ojcowie Morini, Ventura, Giribaldi i brat Joseph Camera, na prośbę biskupa Josepha Melchera z Green Bay w Wisconsin, podjęli misję w Ameryce, w Neenah. W 1874 roku biskup Foley zaprosił Zakon do Chicago – tam też Ojciec Morini założył klasztor Matki Bożej Bolesnej i ostatecznie miasto to stało się centrum działalności Serwitów w Stanach Zjednoczonych. Nowicjat został otwarty w Granville, Wisconsin w 1892 roku, a amerykańska prowincja została formalnie ustanowiona w 1909 roku.

### Dwudziesty wiek
Zakon kontynuował ekspansję geograficzną przez cały XX wiek, przejmując odpowiedzialność za misje w Suazi w 1913 r., w Acre w Brazylii (1919 r.), Aisén w Chile (1937 r.) i prowincji Natal w RPA. Stworzyli także zgromadzenia w takich krajach i/lub regionach jak: Argentyna (od 1914 r.; umocnili je począwszy od 1921 r.), Transwal w RPA (od 1935 r.), Urugwaj (1939 r.), Boliwia (1946 r.), Meksyk (1948 r.), Australia (1951 r.) Wenezuela (1952), Kolumbia (1953), Indie (1974), Mozambik (1984), Filipiny (1985), Uganda, Albania (1993), a także odnowienie zgromadzeń na Węgrzech (m. Eger) i w Czechach.
Papież Pius XII, za pośrednictwem Kongregacji Seminariów i Uniwersytetów, podniósł Marianum do rangi papieskiego wydziału teologicznego w dniu 30 listopada 1950 r.
Po Soborze Watykańskim II zakon odnowił swoje Konstytucje, począwszy od kapituły generalnej z 1968 r. w Majadahonda, Madryt, proces ten zakończył się w 1987 r. M. Sincerny nadzorował utworzenie Międzynarodowego Związku Rodzin Serwitów (UNIFAS).
Wiek XX był także świadkiem takich wydarzeń jak: beatyfikacja (1952) i kanonizacja o. Antoniego Marii Pucciego; kanonizacja Klelii Barbieri (zm. 1870), założycielki Minime dell’Addolorata; beatyfikacja Ferdynanda Marii Baccilieriego ze Świeckiego Zakonu Serwitów (1999); beatyfikacja s. Marii Guadalupe Ricart Olmos (2001), hiszpańskiej zakonnicy klauzurowej, która poniosła śmierć męczeńską podczas hiszpańskiej wojny domowej; oraz beatyfikacja Cecelii Eusepi ze Świeckiego Zakonu Serwitów.
Na przestrzeni wieków Zakon Serwitów rozprzestrzenił się na cały świat, włączając w to całą Europę, część Afryki, Australię, obie Ameryki, Indie i Filipiny. Główna siedziba Zakonu Serwitów znajduje się w Rzymie, podczas gdy wiele prowincji i domów macierzystych reprezentuje Zakon na całym świecie. W Stanach Zjednoczonych jest jedna prowincja braci z siedzibą w Chicago. Istnieją cztery prowincje sióstr z domami macierzystymi w Wisconsin w Nebrasce i dwie w Illinois.